# Atomic City (U2)
Atomic City è un singolo del gruppo musicale irlandese U2, pubblicato il 29 settembre 2023.
Il brano musicale è stato scritto per promuovere il residency show denominato U2: UV Achtung Baby allo Sfera al The Venetian nella Las Vegas Valley e il gruppo ha scelto come titolo Atomic city perché questo era il nomignolo con cui ci si riferiva alla città del Nevada ai tempi degli esperimenti atomici del secondo dopoguerra.
Gli stessi U2 hanno affermato che il brano è debitore delle sonorità in stile anni '70 dei Blondie e dei The Clash.

## Anteprima
Il brano musicale è stato suonato per la prima volta in pubblico durante la registrazione del videoclip il 17 settembre 2023 a Las Vegas.

## Tracce
Testi e musiche di U2, Debbie Harry, Giorgio Moroder.
1. Atomic City – 3:30

## Formazione
Gruppo
- Bono - voce
- The Edge - chitarra, voce
- Adam Clayton - basso
- Larry Mullen Jr. - batteria

Altri musicisti
- Jacknife Lee - cori